# Westswine
Westswine, auch Swine, war ein Dorf auf der Insel Usedom und historischer Ortsteil der heute polnischen Stadt Swinemünde (Świnoujście).

## Geschichte
Unter Bogislaw I. von Pommern war die Swine um 1181 durch zwei Burgen am westlichen und östlichen Ufer gesichert. In „Szvuine“ bestätigte Bogislaw I. 1182 in einer Urkunde die Besitzungen des Klosters Broda. 1184 wurden beide Burgen an der Swine durch dänische Angreifer niedergebrannt und geschleift. Die Burg bei Westswine wurde wahrscheinlich bald wieder aufgebaut, da die pommerschen Herzöge dort mehrfach Beurkundungen durchführten.
Der Abt Gottschalk des Klosters Stolpe verpachtete um 1231 die ihm durch die Herzogin Miroslawa, die Witwe Bogislaws II., verliehene Fähre in „Zwina“ an einen Fährmann namens Theoderich. Bogislaw IV. gewährte 1297 Kaufleuten freie Aus- und Einfahrt im Hafen von Swine. Spätestens 1336, dem Jahr der ersten Erwähnung eines Pfarrers in Swine, erhielt der Ort eine Kirche.
Nach der Einführung der Reformation und der darauf folgenden Säkularisation der Klöster in Pommern wurde Swine dem herzoglichen Amt Wolgast zugeordnet. Im 18. Jahrhundert kam die Insel Usedom an Preußen. Unter König Friedrich II. wurde bis 1746 nördlich von Westswine ein Hafen angelegt, der den Namen Swinemünde erhielt und sich zur bedeutendsten Stadt der Insel entwickelte. 1765 schenkte der Landesherr der Stadt Swinemünde das Amtsdorf Westswine.
Die Dorfkirche in Westswine war ab 1629 Filial der Kirche in Kaseburg. Das zuletzt vorhandene Kirchengebäude wurde wohl um 1480 errichtet. Im 18. Jahrhundert stellte es sich als zu klein und baufällig dar, diente nun aber zusätzlich den Einwohnern der entstehenden Stadt Swinemünde, und wurde daher 1749 verlängert. Erst 1792 wurde in der Stadt Swinemünde eine eigene Kirche, die spätere Christuskirche, fertiggestellt, zu deren neugebildeter Kirchengemeinde auch das Dorf Westswine gehörte. Die Kirche in Westswine wurde anschließend abgerissen.
1798 gab es in Westswine 15 Haushalte mit insgesamt 145 Einwohnern. Die Einwohnerzahl stieg 1840 auf 229 und 1858 auf 366. 1894 hatte Westswine 1267 Einwohner.
1902 wurde Westswine nach Swinemünde eingemeindet. Nach dem Zweiten Weltkrieg kam der östliche Teil der Insel Usedom an Polen. Der Ort Westswine ging in der in Świnoujście umbenannten Stadt auf.